# Maj 2010

## 31 maja2010
- Horst Köhler ustąpił ze stanowiska prezydenta Niemiec ze skutkiem natychmiastowym. (Oświadczenie na oficjalnej stronie prezydenta Niemiec) (niem.)
- Izraelscy komandosi ostrzelali i przejęli Flotyllę Pokojową na rzecz Strefy Gazy. (Al Jazeera)

## 30 maja2010
- Ponad 30 ludzi zginęło w wypadku autobusu w Indiach. (Money.pl)
- Dario Franchitti wygrał wyścig Indianapolis 500 (f1wm.pl)

## 29 maja2010
- Lena Meyer-Landrut zajęła pierwsze miejsce w 55. Konkursie Piosenki Eurowizji wykonując piosenkę Satellite. (Das Deutsche Fräuleinwunder, serwis internetowy telewizji Norddeutsche Rundfunk)
- Zmarł Dennis Hopper, amerykański aktor i reżyser. (Gazeta.pl)
- Film Różyczka w reżyserii Jana Kidawy-Błońskiego zdobył Złote Lwy na 35. Festiwalu Polskich Filmów Fabularnych w Gdyni. (Gazeta.pl)

## 28 maja2010
- Organizatorem Mistrzostw Europy w Piłce Nożnej 2016 została Francja, wygrała z Turcją i Włochami. (Sport.pl)

## 27 maja2010
- W wyniku zamieszek w stolicy Jamajki zginęło ponad 70 osób. (BBC News)
- Odbyły się drugi półfinał Konkursu Piosenki Eurowizji 2010 w Oslo. Do finału awansowały: Armenia, Izrael, Dania, Azerbejdżan, Ukraina, Rumunia, Irlandia, Cypr, Gruzja i Turcja

## 26 maja2010
W wyniku wyborów na Trynidadzie i Tobago nowym szefem rządu została Kamla Persad-Bissessar. (Miami Herald)

## 25 maja2010
- W Surinamie odbyły się wybory parlamentarne. (CBS News)
- Odbył się pierwszy półfinał Konkursu Piosenki Eurowizji 2010 w Oslo. o finału awansowały: Mołdawia, Rosja, Serbia, Bośnia i Hercegowina, Belgia, Albania, Grecja, Portugalia, Białoruś oraz Islandia. Polskę reprezentował Marcin Mroziński.

## 24 maja2010
- W wieku 38 lat zmarł Paul Grey, amerykański muzyk, członek zespołu Slipknot. (blabbermouth.net)

## 23 maja
- W finale hokejowych mistrzostw świata zwyciężyła drużyna Czech, która pokonała Rosję 2:1. (Onet.pl)
- Złotą Palmę 63. Międzynarodowego Festiwalu Filmowego w Cannes otrzymał film Lung Boonmee Raluek Chat tajskiego reżysera Apichatponga Weerasethakula. (Onet.pl)
- Odbyły się wybory parlamentarne w Etiopii. (BBC News) (ang.)

## 22 maja2010
- Inter Mediolan wygrał Ligę Mistrzów UEFA w sezonie 2009/2010, pokonując w finale Bayern Monachium 2:0 po dwóch bramkach Diego Milito. (sport.pl)
- W katastrofie samolotu w Mangaluru zginęło 158 osób. (aviation-safety.net) (ang.)

## 17 maja2010
- Europę Środkową (w tym Polskę) nawiedziła powódź. (TVN24)
- Miała miejsce katastrofa lotnicza w Hindukuszu. (Newsolio.com) (ang.)
- W wyniku kilkudniowych antyrządowych starć w Bangkoku zginęło ponad 30 osób. (BBC News) (ang.)
- Portugalia stała się ósmym krajem na świecie, który zalegalizował małżeństwa osób tej samej płci na całym swoim terytorium. (Onet.pl)

## 16 maja2010
- W wieku 67 lat zmarł Ronnie James Dio, amerykański wokalista, m.in. były członek Black Sabbath, Rainbow i Dio. (Message from Wendy Dio) (ang.)
- Jean Hatzfeld i tłumacz jego książki Strategia antylop Jacek Giszczak otrzymali nagrodę im. Ryszarda Kapuścińskiego za reportaż literacki Gazeta Wyborcza
- W Dominikanie odbyły się wybory parlamentarne. (The Americas Post)

## 15 maja2010
- Lech Poznań został piłkarskim mistrzem Polski. (90minut.pl)

## 13 maja2010
- Donald Tusk odebrał Nagrodę Karola Wielkiego. (gazeta.pl)

## 12 maja2010
- W katastrofie samolotu w Trypolisie zginęły 103 osoby. (wp.pl)
- Atlético Madryt wygrało Ligę Europy, pokonując Fulham 2:1 (sport.pl)

## 11 maja2010
- W wieku 52 lat zmarł Maciej Kozłowski, polski aktor. (Gazeta.pl)
- David Cameron został premierem Wielkiej Brytanii, a Nick Clegg jej wicepremierem. (BBC News) (ang.)

## 10 maja2010
- Na Filipinach odbyły się wybory powszechne. (BBC News) (ang.)
- Organizacja Współpracy Gospodarczej i Rozwoju zaprosiła do członkostwa Słowenię, Estonię i Izrael. (Onet.pl)

## 8 maja2010
- Abp Józef Kowalczyk otrzymał nominację na nowego prymasa Polski. (tvn24.pl)
- Londyński dom towarowy Harrods został sprzedany spółce powiązanej z katarską rodziną królewską za 1,5 mld funtów szterlingów. (Gazeta.pl)
- W katastrofie górniczej w kopalni Raspadskaja zginęło co najmniej 47 górników, a 43 uznano za zaginione. (TVN24.pl)

## 6 maja2010
- W Wielkiej Brytanii odbyły się wybory parlamentarne zakończone wyłonieniem tzw. zawieszonego parlamentu. (BBC News) (ang.)

## 5 maja2010
- W wieku 58 lat zmarł prezydent Nigerii Umaru Yar’Adua (onet.pl)
- Trzy osoby zginęły w zamieszkach w Atenach, spowodowanych protestami przeciwko rządowemu programowi oszczędnościowemu. (gazeta.pl)
- W wyborach parlamentarnych na Mauritiusie zwyciężyła rządząca partia premiera Navina Ramgoolama. (BBC News) (ang.)
- W związku z umożliwieniem przez ICANN wprowadzenia niełacińskich nazw domen, uruchomiono pierwsze trzy domeny: السعودية. (Arabia Saudyjska), مصر. (Egipt) oraz امارات. (Zjednoczone Emiraty Arabskie). (ICANN) (ang.)

## 2 maja2010
- W wieku 67 lat zmarła Lynn Redgrave, angielska aktorka. (news.bbc.co.uk) (ang.)

## 1 maja2010
- W Szanghaju została otwarta wystawa światowa Expo 2010, która będzie odbywać się do 31 października. (Newsweek.pl)
- W wieku 91 lat zmarła Helen Wagner, amerykańska aktorka. (www.fox40.com) (ang.)
- W wieku 77 lat zmarł Zygmunt Kamiński, arcybiskup senior archidiecezji szczecińsko kamieńskiej. (Wyborcza.pl)